# The Hell Cat
The Hell Cat es una película wéstern muda estadounidense de 1918 producida y distribuida por Goldwyn Pictures. Reginald Barker dirigió y Geraldine Farrar protagonizó. No se sabe si la película sobrevive actualmente.

## Trama
Como se describe en una revista de cine, Pancha (Farrar), mitad irlandesa y mitad española, que se ha ganado el sobrenombre de Hell Cat, vive con su padre (Black), un ganadero de ovejas. Jim Dyke (Santchi), un ganadero, le hace el amor y ella lo desprecia. Luego, su padre encuentra a sus ovejas degolladas y el sheriff Jack Webb (Sills) se hace cargo del caso. El sheriff sospecha de Dyke, pero carece de pruebas suficientes para presentar un caso. Finalmente, en un estado de ebriedad, Dyke y sus vaqueros asaltan la casa de los O'Brian y la destruyen con fuego, matando al padre y a una de sus manos. Pancha, conspirando para escapar, accede a casarse con Dyke y se dirigen a la ciudad. En el camino ella lo apuñala y lo mata. Aparece el sheriff y asume la culpa de la muerte de Dyke, permitiendo así que él y Pancha se casen.

## Elenco
- Geraldine Farrar como Pancha O'Brien
- Tom Santschi como Jim Dyke
- Milton Sills como el sheriff Jack Webb
- William Black como el padre de Pancha (acreditado como William W. Black)
- Evelyn Axzell como Wan-o-mee
- clarence williams
- George James Hopkins (acreditado como George Hopkins)
- Clarence Snyder
- Raymond Wallace
- Monte Jarrett
- Pete Nordquist
- Jimmy Tuff
- Dudley Smith
- Charlie Black
- Bryan Wangoman

no acreditado
- Texas Guinan

## Censura
Como muchas películas estadounidenses de la época, The Hell Cat estuvo sujeta a restricciones y recortes por parte de las juntas de censura cinematográfica municipales y estatales . Por ejemplo, la Junta de Censores de Chicago exigió un corte, en el carrete 2, del intertítulo "Wan-o-mee atraída desde su tribu", carrete 4, el tiroteo del padre de Pancha, en la escena donde un hombre señala a la mujer india. inserta un nuevo intertítulo "Cuando atravieses tus garras, pequeña serpiente de fuego, Wan-o-mee te desatará. No puedes irte, así que mejor vete a la cama", Jim Dyke arroja a la joven y le cierra la puerta, el hombre abre la puerta y la joven sale, escena de Wan-o-mee abriendo la puerta. a la habitación de Dyke, Carrete 5, tres escenas de dormitorio en las que una joven se cubre la cara y registra culpa por su mala conducta, segunda y tercera escena de la joven en la escalera donde registra culpa para incluir una escena en la que mira el ring y niega con la cabeza., todas escenas de la joven en ropa interior en la habitación hasta que Dyke entra y le advierte del acercamiento del sheriff, el intertítulo "Iré, pero no me pongas un dedo encima hasta que yo lo diga", carrete 6, una joven cubriéndose el rostro avergonzada y dos escenas en las que un hombre mira a la joven y expresa comprensión de su vergüenza.